# Mitsubishi Heavy Industries Football Club 1986-1987
Questa voce raccoglie le informazioni riguardanti il Mitsubishi Heavy Industries Football Club nelle competizioni ufficiali della stagione 1986-1987.

## Stagione
Dopo aver iniziato la stagione con un'eliminazione al secondo turno di coppa di lega (dove perse di misura contro l'Honda Motor dopo aver eliminato il Mazda), il Mitsubishi Heavy Industries, che nel precampionato aveva deciso di non usufruire delle licenze speciali per tesserare i giocatori come professionisti si accreditò quasi subito fra le pretendenti al titolo, grazie a una serie di vittorie che gli permise di guidare la classifica per larghi tratti del girone di andata, in coabitazione con Nippon Kokan e Yomiuri.
Nel periodo natalizio il Mitsubishi Heavy Industries disputò la Coppa dell'Imperatore dove, dopo aver eliminato il Kofu Club al primo turno, uscì ai quarti di finale perdendo di misura contro lo Yanmar Diesel; dopo la ripresa del campionato in febbraio la squadra inanellò una serie di pareggi che inizialmente non le permise di approfittare dei tentennamenti della altre due avversarie, sino a scivolare al terzo posto finale, confermato dopo la sconfitta nello scontro diretto della terzultima giornata con lo Yomiuri.

## Maglie e sponsor
Le divise sono prodotte dalla Puma.
| Manica sinistra · Manica sinistra · Maglietta · Maglietta · Manica destra · Manica destra · Pantaloncini · Calzettoni |

## Organigramma societario
Area direttiva
- Presidente: Yoshisada Okano
- Amministratore delegato: Takaji Mori
- Vice Presidenti: Tadao Murata e Kenzō Yokoyama

Area tecnica
- Allenatore: Kuniya Daini
- Vice allenatore: Hiroshi Ochiai, Hisao Suzuki e Kazuo Saitō
- Collaboratori tecnici: Hitoshi Sato e Kunihiko Kaneko
- Preparatore atletico: Hisashi Tamada
- Team manager: Masatoshi Matsunaga

## Rosa
| N. |                     | Ruolo | Calciatore             |
| -- | ------------------- | ----- | ---------------------- |
| 1  | Giappone (bandiera) | P     | Hiroyuki Takahashi     |
| 2  | Giappone (bandiera) | D     | Akira Hashimoto        |
| 3  | Giappone (bandiera) | D     | Kazuo Saitō            |
| 4  | Giappone (bandiera) | D     | Kunihiko Suzuki        |
| 5  | Giappone (bandiera) | D     | Satoshi Kitasato       |
| 6  | Giappone (bandiera) | C     | Hiroshi Muramatsu      |
| 7  | Giappone (bandiera) | C     | Masatoshi Matsunaga    |
| 8  | Giappone (bandiera) | C     | Atsushi Natori         |
| 9  | Giappone (bandiera) | A     | Hiromi Hara (capitano) |
| 10 | Giappone (bandiera) | C     | Shūzō Nakamura         |
| 11 | Giappone (bandiera) | A     | Hisao Sekiguchi        |

| N. |                     | Ruolo | Calciatore         |
| -- | ------------------- | ----- | ------------------ |
| 12 | Giappone (bandiera) | D     | Makoto Taguchi     |
| 13 | Giappone (bandiera) | A     | Yasushi Yoshida    |
| 14 | Giappone (bandiera) | D     | Yoichi Tachibana   |
| 15 | Giappone (bandiera) | A     | Tadashi Sasaki     |
| 16 | Giappone (bandiera) | D     | Yoshimasa Miyazaki |
| 17 | Giappone (bandiera) | A     | Hiroshi Nagatomi   |
| 18 | Giappone (bandiera) | C     | Hiroyuki Tsujiya   |
| 19 | Giappone (bandiera) | C     | Satoru Bekku       |
| 20 | Giappone (bandiera) | A     | Osamu Hirose       |
| 22 | Giappone (bandiera) | P     | Akihisa Sonobe     |
| 23 | Giappone (bandiera) | A     | Satoru Watabe      |

## Calciomercato
| Acquisti | Acquisti      | Acquisti        | Acquisti   |
| R.       | Nome          | da              | Modalità   |
| -------- | ------------- | --------------- | ---------- |
| C        | Satoru Bekku  | Mitsubishi Yowa | definitivo |
| A        | Satoru Watabe | Mitsubishi Yowa | definitivo |

| Cessioni | Cessioni       | Cessioni | Cessioni      |
| R.       | Nome           | a        | Modalità      |
| -------- | -------------- | -------- | ------------- |
| D        | Hisao Suzuki   |          | fine carriera |
| A        | Koichi Kawazoe |          | fine carriera |

## Risultati

### Japan Soccer League

#### Girone di andata
| Iwata 26 ottobre 1986, ore 14:00 UTC+9 1ª giornata | Yamaha Motors | 0 – 0 | Mitsubishi HI |  |

| Tokyo 3 novembre 1986, ore 14:00 UTC+9 2ª giornata | Mitsubishi HI | 2 – 1 | Honda Motor |  |

| Kawasaki 9 novembre 1986, ore 14:00 UTC+9 3ª giornata | Nippon Kokan | 2 – 1 | Mitsubishi HI |  |

| Tokyo 16 novembre 1986, ore 14:00 UTC+9 4ª giornata | Mitsubishi HI | 3 – 1 | Furukawa Electric |  |

| Komazawa 24 novembre 1986, ore 14:00 UTC+9 5ª giornata | Fujita | 0 – 1 | Mitsubishi HI |  |

| Urawa 30 novembre 1986, ore 14:00 UTC+9 6ª giornata | Mitsubishi HI | 1 – 0 | Hitachi |  |

| Tokyo 1º febbraio 1987, ore 14:00 UTC+9 7ª giornata | Matsushita Electric | 0 – 1 | Mitsubishi HI |  |

| Tokyo 8 febbraio 1987, ore 14:00 UTC+9 8ª giornata | Mitsubishi HI | 2 – 1 | Yanmar Diesel |  |

| Hiroshima 15 febbraio 1987, ore 14:00 UTC+9 9ª giornata | Mazda | 1 – 1 | Mitsubishi HI |  |

| Tokyo 21 febbraio 1987, ore 14:00 UTC+9 10ª giornata | Yomiuri | 1 – 0 | Mitsubishi HI |  |

| Komazawa 1º marzo 1987, ore 14:00 UTC+9 11ª giornata | Mitsubishi HI | 2 – 0 | Nissan Motors |  |

#### Girone di ritorno
| Tokyo 8 marzo 1987, ore 14:00 UTC+9 12ª giornata | Mitsubishi HI | 0 – 0 | Yamaha Motors |  |

| Hamamatsu 15 marzo 1987, ore 14:00 UTC+9 13ª giornata | Honda Motor | 1 – 1 | Mitsubishi HI |  |

| Tokyo 22 marzo 1987, ore 14:00 UTC+9 14ª giornata | Mitsubishi HI | 0 – 0 | Nippon Kokan |  |

| Yokohama 28 marzo 1987, ore 14:00 UTC+9 15ª giornata | Furukawa Electric | 0 – 0 | Mitsubishi HI |  |

| 19 aprile 1987 16ª giornata | Mitsubishi HI | 3 – 0 | Matsushita Electric |  |

| 26 aprile 1987 17ª giornata | Yanmar Diesel | 0 – 0 | Mitsubishi HI |  |

| 3 maggio 1987 18ª giornata | Mitsubishi HI | 0 – 0 | Mazda |  |

| 6 maggio 1987 19ª giornata | Mitsubishi HI | 1 – 1 | Fujita |  |

| 10 maggio 1987 20ª giornata | Mitsubishi HI | 1 – 3 | Yomiuri |  |

| 13 maggio 1987 21ª giornata | Hitachi | 1 – 2 | Mitsubishi HI |  |

| 17 maggio 1987 22ª giornata | Nissan Motors | 1 – 1 | Mitsubishi HI |  |

### Japan Soccer League Cup
| Hiroshima 29 giugno 1986 Primo turno | Mazda | 2 – 3 | Mitsubishi HI |  |

| Hamamatsu 5 luglio 1986 Secondo turno | Mitsubishi HI | 0 – 1 | Honda Motor |  |

### Coppa dell'Imperatore
| Tokyo 20 dicembre 1986 Primo turno | Mitsubishi HI | 4 – 2 | Kofu Club |  |

| Tokyo 21 dicembre 1986 Secondo turno | Mitsubishi HI | 0 – 1 | Yanmar Diesel |  |

## Statistiche

### Statistiche di squadra
| Competizione          | Punti | Totale | Totale | Totale | Totale | Totale | Totale | DR  |
| Competizione          | Punti | G      | V      | N      | P      | Gf     | Gs     | DR  |
| --------------------- | ----- | ------ | ------ | ------ | ------ | ------ | ------ | --- |
| JSL Division 1        | 28    | 22     | 9      | 10     | 3      | 23     | 9      | +14 |
| JSL Cup               | -     | 2      | 1      | 0      | 1      | 3      | 3      | 0   |
| Coppa dell'Imperatore | -     | 2      | 1      | 0      | 1      | 2      | 1      | +1  |
| Totale                | -     | 26     | 11     | 10     | 13     | 28     | 13     | +15 |

### Andamento in campionato
| Giornata  | 1 | 2 | 3 | 4 | 5 | 6 | 7 | 8 | 9 | 10 | 11 | 12 | 13 | 14 | 15 | 16 | 17 | 18 | 19 | 20 | 21 | 22 |
| --------- | - | - | - | - | - | - | - | - | - | -- | -- | -- | -- | -- | -- | -- | -- | -- | -- | -- | -- | -- |
| Luogo     | T | C | T | C | T | C | T | C | T | T  | C  | C  | T  | C  | T  | C  | T  | C  | C  | C  | T  | T  |
| Risultato | N | V | P | V | V | V | V | V | N | P  | V  | N  | N  | N  | N  | V  | N  | N  | N  | P  | V  | N  |
| Posizione | 5 | 2 | 5 | 5 | 3 | 2 | 2 | 1 | 1 | 1  | 1  | 1  | 1  | 1  | 1  | 1  | 3  | 3  | 2  | 3  | 3  | 3  |

Legenda:

Luogo: C = Casa; T = Trasferta. Risultato: V = Vittoria; N = Pareggio; P = Sconfitta.

### Statistiche dei giocatori
| Giocatore    | JSL Division 1 | JSL Division 1 | JSL Cup  | JSL Cup | Coppa dell'Imperatore | Coppa dell'Imperatore | Totale   | Totale |
| Giocatore    | Presenze       | Reti           | Presenze | Reti    | Presenze              | Reti                  | Presenze | Reti   |
| ------------ | -------------- | -------------- | -------- | ------- | --------------------- | --------------------- | -------- | ------ |
| S. Bekku     | ?              | ?              | ?        | ?       | ?                     | ?                     | ?        | ?      |
| H. Hara      | 22             | 8              | ?        | ?       | ?                     | ?                     | 22+      | 8+     |
| A. Hashimoto | ?              | ?              | ?        | ?       | ?                     | ?                     | ?        | ?      |
| O. Hirose    | 22             | 0              | ?        | ?       | 2                     | 2                     | 24+      | 2+     |
| S. Kitasato  | ?              | ?              | ?        | ?       | ?                     | ?                     | ?        | ?      |
| M. Matsunaga | 4              | 0              | ?        | ?       | ?                     | ?                     | 4+       | 0+     |
| Y. Miyazaki  | ?              | ?              | ?        | ?       | ?                     | ?                     | ?        | ?      |
| H. Muramatsu | ?              | ?              | ?        | ?       | ?                     | ?                     | ?        | ?      |
| S. Nakamura  | ?              | ?              | ?        | ?       | ?                     | ?                     | ?        | ?      |
| H. Nagatomi  | ?              | ?              | ?        | ?       | ?                     | ?                     | ?        | ?      |
| A. Natori    | 22             | 2              | ?        | ?       | 2                     | 0                     | 24+      | 2+     |
| T. Sasaki    | ?              | ?              | ?        | ?       | ?                     | ?                     | ?        | ?      |
| K. Saito     | 19             | 0              | ?        | ?       | ?                     | ?                     | 19+      | 0+     |
| H. Sekiguchi | 13             | 1              | ?        | ?       | ?                     | ?                     | 13+      | 1+     |
| A. Sonobe    | ?              | -?             | ?        | -?      | ?                     | -?                    | ?        | -?     |
| K. Suzuki    | ?              | ?              | ?        | ?       | ?                     | ?                     | ?        | ?      |
| M. Taguchi   | ?              | ?              | ?        | ?       | ?                     | ?                     | ?        | ?      |
| H. Takahashi | ?              | -?             | ?        | -?      | ?                     | -?                    | ?        | -?     |
| Y. Tachibana | ?              | ?              | ?        | ?       | ?                     | ?                     | ?        | ?      |
| H. Tsujiya   | ?              | ?              | ?        | ?       | ?                     | ?                     | ?        | ?      |
| Y. Yoshida   | ?              | ?              | ?        | ?       | ?                     | ?                     | ?        | ?      |
| S. Watabe    | ?              | ?              | ?        | ?       | ?                     | ?                     | ?        | ?      |